# Нур Ахмадджан Бугра
Нур Ахмадджан Бугра (уйг. (Kona Yëziq) نۇر ئەخمەتجان بۇغرا, نور احمد جان بغرا ; сучасна китайська: 努尔·阿合买提江·布格拉; традиційна китайська: 努爾·阿合買提江·布格拉; піньїнь: Nǔ'ěr·Āhémǎitíjiāng·Bùgélā; помер 16 квітня 1934) — уйгурський емір Першої Східно-Туркестанської Республіки. Він був молодшим братом Мухаммада Аміна Бугри та Абдулли Бугри. Він командував уйгурськими та киргизькими військами під час битви за Кашгар (1934) проти китайської мусульманської 36-ї дивізії (Національно-революційної армії). Китайські мусульмани були лояльні до уряду Республіки Китай і хотіли розгромити тюркських мусульман-уйгурів і киргизів, помстившись за різанину в Кізилі, в якій брав участь Нур Ахмад Джан Бугра. Він був убитий 16 квітня 1934 року в Янгі Гіссарі китайськими мусульманськими військами під командуванням генералів Ма Чжаньцана і Ма Фуюаня. Усі 2500 уйгурських і киргизьких бійців Нур Ахмад Джана були знищені 10-тисячною китайською мусульманською армією.
У своїй книзі «Земля без сміху» Ахмад Камаль повідомив, що Нур Ахмад Джан був обезголовлений китайськими мусульманськими військами, а голова була використана у футбольному матчі на плацу.